# Knattspyrnufélagið Valur w europejskich pucharach
Występy w europejskich pucharach islandzkiego klubu piłkarskiego Knattspyrnufélagið Valur.
Legenda do wszystkich tabel:
- Q – runda eliminacyjna, 1/16, 1/8, 1/4, 1/2 – odpowiednia faza rozgrywek, Grupa – runda grupowa, 1r gr – pierwsza runda grupowa, 2r gr – druga runda grupowa, F – finał, R – runda, PO – play-off
- k. – rzuty karne, los. – losowanie, Dogr. – dogrywka, w. – zasada bramek strzelonych na wyjeździe

## Wykaz spotkań pucharowych

### 1966−2000
| Sezon   | Rozgrywki                 | Runda | Przeciwnik           | Dom | Wyjazd | Ogólnie |
| ------- | ------------------------- | ----- | -------------------- | --- | ------ | ------- |
| 1966/67 | Puchar Zdobywców Pucharów | 1R    | Standard Liège       | 1–1 | 1–8    | 2–9     |
| 1967/68 | Puchar Europy             | 1R    | Jeunesse Esch        | 1–1 | 3–3    | 4–4, w. |
| 1967/68 | Puchar Europy             | 1/8   | Vasas SC             | 1–5 | 0–6    | 1–11    |
| 1968/69 | Puchar Europy             | 1R    | SL Benfica           | 0–0 | 1–8    | 1–8     |
| 1969/70 | Puchar Miast Targowych    | 1R    | RSC Anderlecht       | 0–6 | 0–2    | 0–8     |
| 1974/75 | Puchar UEFA               | 1R    | Portatown            | 0–0 | 1–2    | 1–2     |
| 1975/76 | Puchar Zdobywców Pucharów | 1R    | Celtic F.C.          | 0–2 | 0–7    | 0–9     |
| 1977/78 | Puchar Europy             | 1R    | Glentoran            | 1–0 | 0–2    | 1–2     |
| 1978/79 | Puchar Zdobywców Pucharów | 1R    | 1. FC Magdeburg      | 1–1 | 0–4    | 1–5     |
| 1979/80 | Puchar Europy             | 1R    | Hamburger SV         | 0–3 | 1–2    | 1–5     |
| 1981/82 | Puchar Europy             | 1R    | Aston Villa          | 0–2 | 0–5    | 0–7     |
| 1985/86 | Puchar UEFA               | 1R    | FC Nantes            | 2–1 | 0–3    | 2–4     |
| 1986/87 | Puchar Europy             | 1R    | Juventus F.C.        | 0–4 | 0–7    | 0–11    |
| 1987/88 | Puchar UEFA               | 1R    | Wismut Aue           | 1–1 | 0–0    | 1–1, w. |
| 1988/89 | Puchar Europy             | 1R    | AS Monaco            | 1–0 | 0–2    | 1–2     |
| 1989/90 | Puchar Zdobywców Pucharów | 1R    | BFC Dynamo           | 1–2 | 1–2    | 2–4     |
| 1991/92 | Puchar Zdobywców Pucharów | 1R    | FC Sion              | 0–1 | 1–1    | 1–2     |
| 1992/93 | Puchar Zdobywców Pucharów | 1R    | Boavista FC          | 0–0 | 0–3    | 0–3     |
| 1993/94 | Puchar Zdobywców Pucharów | Q     | Myllykosken Pallo-47 | 3–1 | 1–0    | 4–1     |
| 1993/94 | Puchar Zdobywców Pucharów | 1R    | Aberdeen             | 0–3 | 0–4    | 0–7     |

### 2001−2020
| Sezon   | Rozgrywki        | Runda | Przeciwnik        | Dom | Wyjazd | Ogólnie |
| ------- | ---------------- | ----- | ----------------- | --- | ------ | ------- |
| 2006/07 | Puchar UEFA      | 1Q    | Brøndby IF        | 0–0 | 1–3    | 1–3     |
| 2007    | Puchar Intertoto | 1R    | Cork City         | 0–2 | 1–0    | 1–2     |
| 2008/09 | Liga Mistrzów    | 1Q    | BATE Borysów      | 0–1 | 0–2    | 0–3     |
| 2016/17 | Liga Europy      | 1Q    | Brøndby IF        | 1–4 | 0–6    | 1–10    |
| 2017/18 | Liga Europy      | 1Q    | Ventspils         | 1–0 | 0–0    | 1–0     |
| 2017/18 | Liga Europy      | 2Q    | NK Domžale        | 1–2 | 2–3    | 3–5     |
| 2018/19 | Liga Mistrzów    | 1Q    | Rosenborg         | 1–0 | 1–3    | 2–3     |
| 2018/19 | Liga Europy      | 2Q    | FC Santa Coloma   | 3–0 | 0–1    | 3–1     |
| 2018/19 | Liga Europy      | 3Q    | Sheriff Tyraspol  | 2–1 | 0–1    | 2–2, w. |
| 2019/20 | Liga Mistrzów    | 1Q    | NK Maribor        | 0–3 | 0–2    | 0–5     |
| 2019/20 | Liga Europy      | 2Q    | Łudogorec Razgrad | 1–1 | 0–4    | 1–5     |

### 2021−
| Sezon   | Rozgrywki               | Runda | Przeciwnik     | Dom | Wyjazd | Ogólnie |
| ------- | ----------------------- | ----- | -------------- | --- | ------ | ------- |
| 2021/22 | Liga Mistrzów           | 1Q    | Dinamo Zagrzeb | 0–2 | 2–3    | 2–5     |
| 2021/22 | Liga Konferencji Europy | 2Q    | FK Bodø/Glimt  | 0–3 | 0–3    | 0–6     |
| 2024/25 | Liga Konferencji        | 1Q    | Vllaznia       | 2–2 | 4–0    | 6–2     |
| 2024/25 | Liga Konferencji        | 2Q    | St. Mirren     | 0–0 | 1–4    | 1–4     |
| 2025/26 | Liga Konferencji        | 1Q    | Flora Tallinn  | 3–0 | 2–1    | 5–1     |
| 2025/26 | Liga Konferencji        | 2Q    | Žalgiris Kowno | 1–2 | 1–1    | 2–3     |